# عبد الرحمن كوناتي (لاعب كرة قدم)
عبد الرحمن كوناتي (بالفرنسية: Abdramane Konaté) من مواليد 25 يونيو 2006، هو لاعب كرة قدم من ساحل العاج يلعب في مركز وسط الميدان ومركز جناح أيسر. يشارك مع منتخب ساحل العاج تحت 20 سنة منذ 3 يونيو 2024، ومنتخب ساحل العاج تحت 23 سنة منذ 7 يونيو 2023، وفي نادي الترجي الرياضي التونسي بعد انتدابه في 7 أغسطس 2024، بعقد رياضي بقيمة 70 مليون فرنك إفريقي (حوالي 107209 يورو) يمتد إلى غاية 30 يونيو 2024.

## روابط خارجية
- عبد الرحمن كوناتي على موقع قاعدة بيانات كرة القدم.إي يو (الإنجليزية)
- عبد الرحمن كوناتي على موقع 365scores (الإنجليزية)
- عبد الرحمن كوناتي على موقع سوق الانتقالات.كوم (الإنجليزية)
- عبد الرحمن كوناتي على موقع صوفاسكور (الإنجليزية)
- عبد الرحمن كوناتي على موقع بيسوكر (الإنجليزية)
- عبد الرحمن كوناتي على موقع 365سكور (الإنجليزية)